# Marsden Hartley

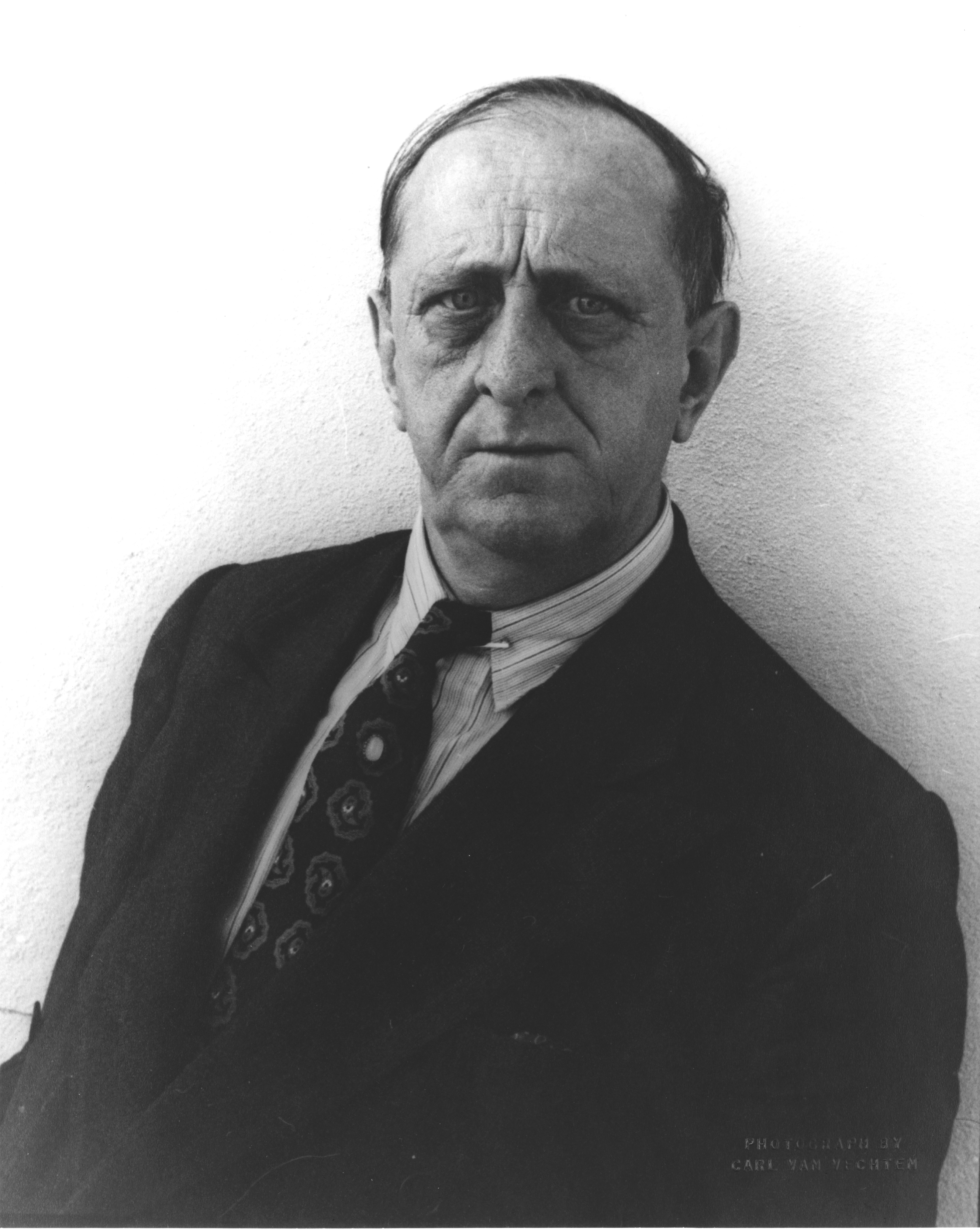
Marsden Hartley

Marsden Hartley, född 4 januari 1877 i Lewiston, Maine i USA, död 2 september 1943 i Ellsworth, Maine, var en amerikansk målare, poet och essäist. 
Marsden Hartley växte upp i Lewiston i Maine som den yngsta i en syskonskara på sju. När han var 14 år flyttade den övriga familjen till Ohio. Marsden stannade kvar i Maine och arbetade i en skofabrik under ett års tid. Han utbildade sig på Cleveland School of Art, där han fick ett stipendium, efter det att hans familj flyttat till Cleveland, Ohio 1892. 
År 1898, vid 22 års ålder, flyttade Marsden Hartley till New York för att studera målning på New York School of Art för William Merritt Chase, och gick därefter på National Academy of Design. Han beundrade Albert Pinkham Ryder och besökte dennes ateljé i Greenwich Village så ofta han kunde. Vänskapen med Ryder, och läsning av Walt Whitman, Henry David Thoreau och Ralph Waldo Emerson, inspirerade Marsden Hartley till att se bildkonst som ett sökande efter en andlig dimension.

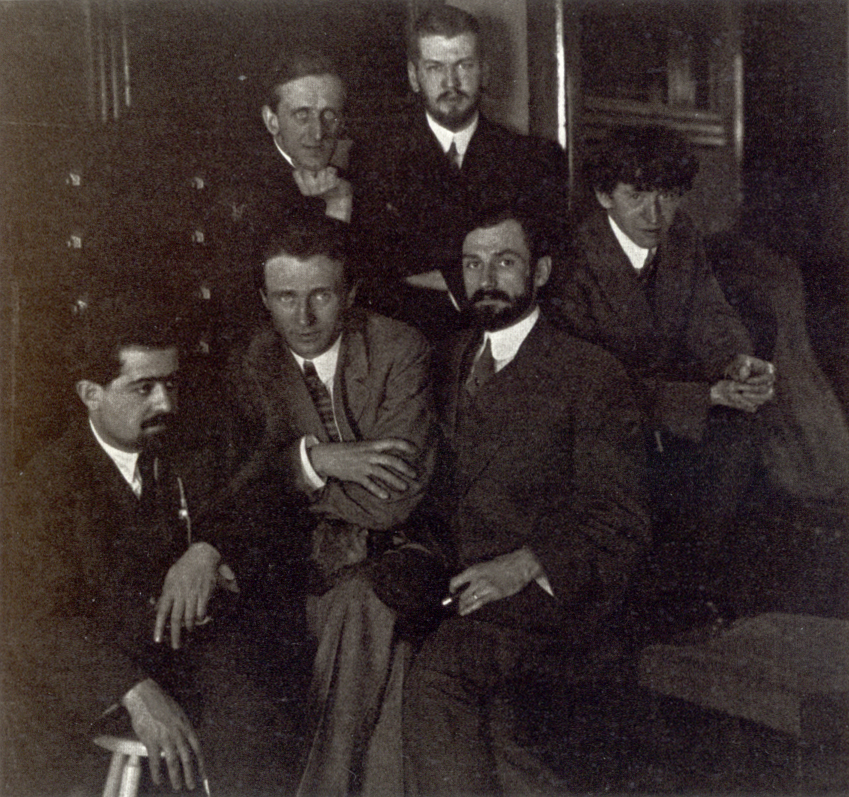
Elever på National Academy of Design, i främre raden Jo Davidson, Edward Steichen, Arthur Beecher Carles och John Marin. I bakre raden Marsden Hartley och Laurence Fellows, omkring 1911

Marsden Hartley flyttade till en övergiven lantgård nära Lovell i Maine 1908. De målningar som han gjorde där, ansåg han vara sina första mogna verk, och de gjorde också intryck på New York-fotografen och konstfrämjaren Alfred Stieglitz. Marsden Hartley hade 1909 sin första separatutställning på Stieglitz galleri, Galleri 291, och ställde åter ut där 1912.
Första gången Marsden Hartley reste till Europa var i april 1912. Där gjorde han sin bekantskap med Gertrude Steins krets av avant-gardeförfattare och bildkonstnärer i Paris. År 1913 flyttade han till Berlin, där han fortsatte att måla och gjorde Wassily Kandinskys och Franz Marcs vänskap.Han samlade också bayersk folklig konst och tysk expressionistisk konst. Marsden Hartley återvände till USA första halvåret 1916. Han bodde åter i Europa 1921-30 och bodde därefter för gott i USA. Han målade i olika delar av USA, som Massachusetts, New Mexico, Kalifornien och New York. År 1937 återvände han till Maine, där han fortsättningsvis skildrade amerikanskt liv på lokal nivå.
Förutom att vara bildkonstnär var Marsden Hartley också författare av poesi, historier och essäer.

## Bildgalleri

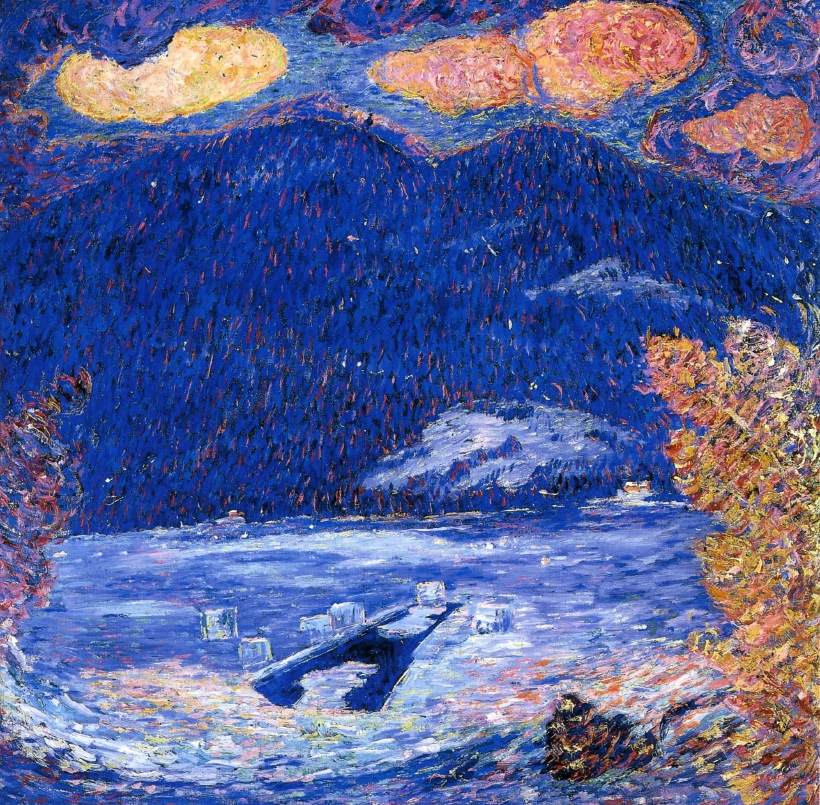
The Ice Hole, 1908, New Orleans Museum of Art
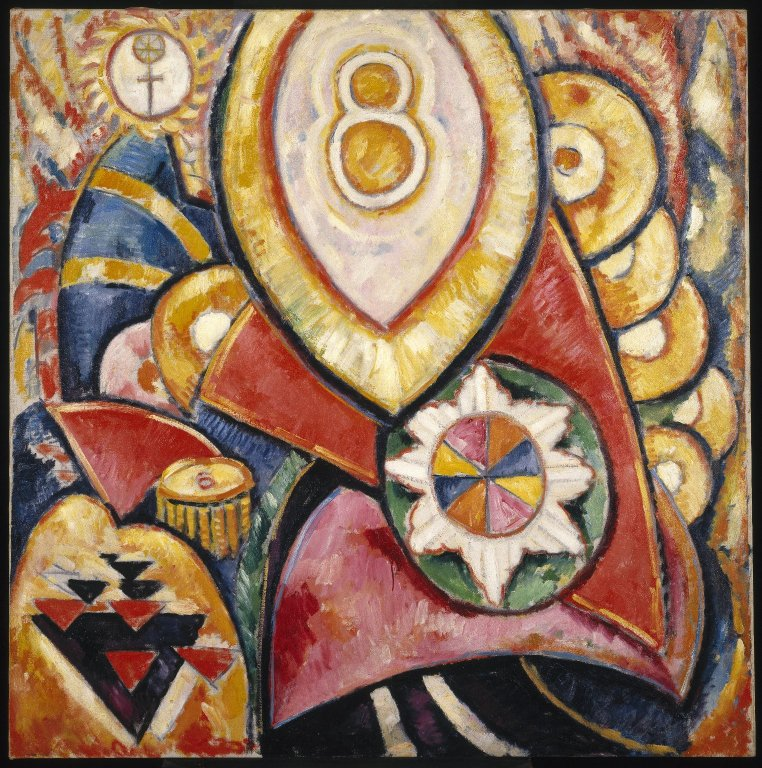
Painting No. 48, 1913, Brooklyn Museum
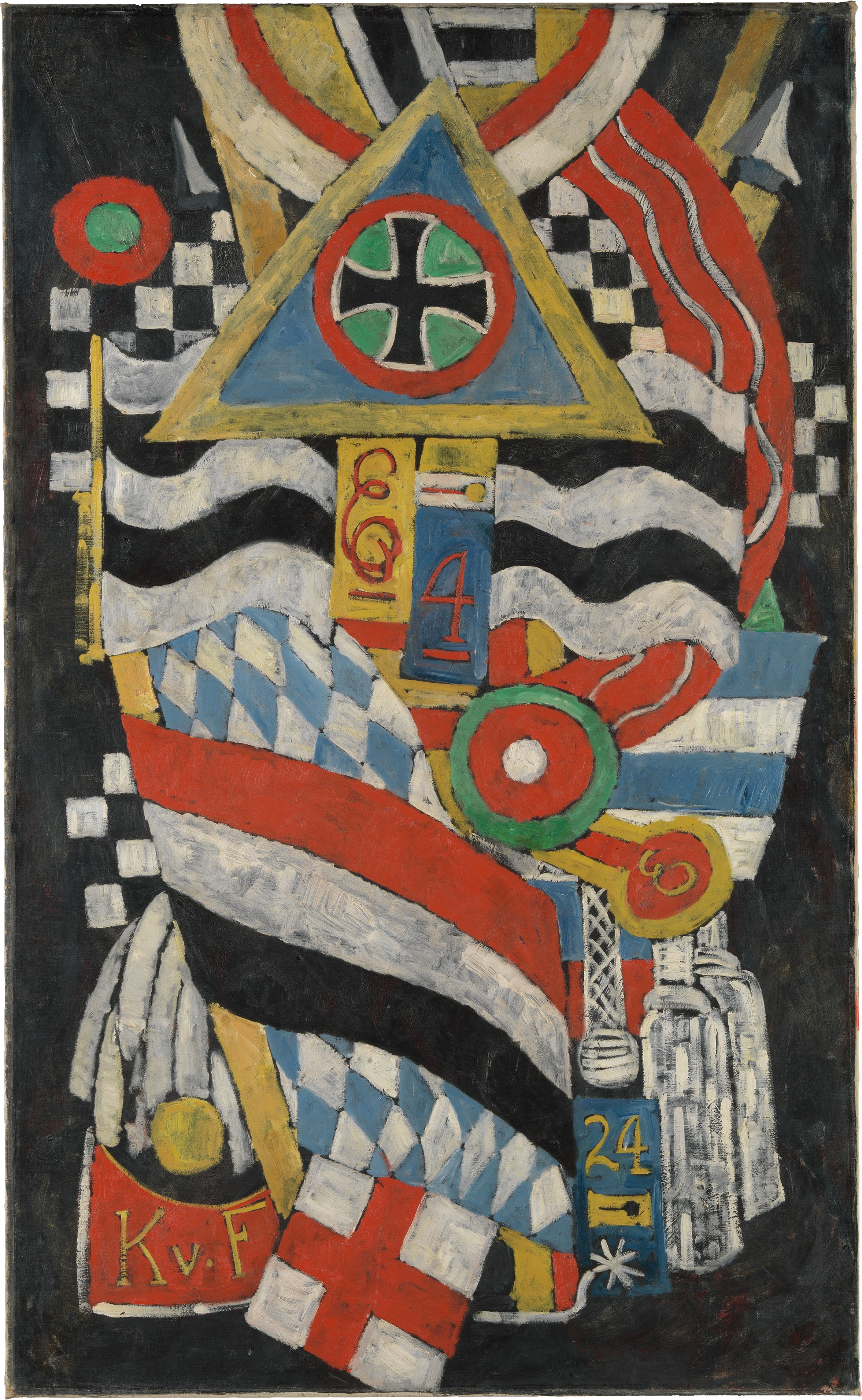
Portrait of a German Officer, 1914, Metropolitan Museum of Art
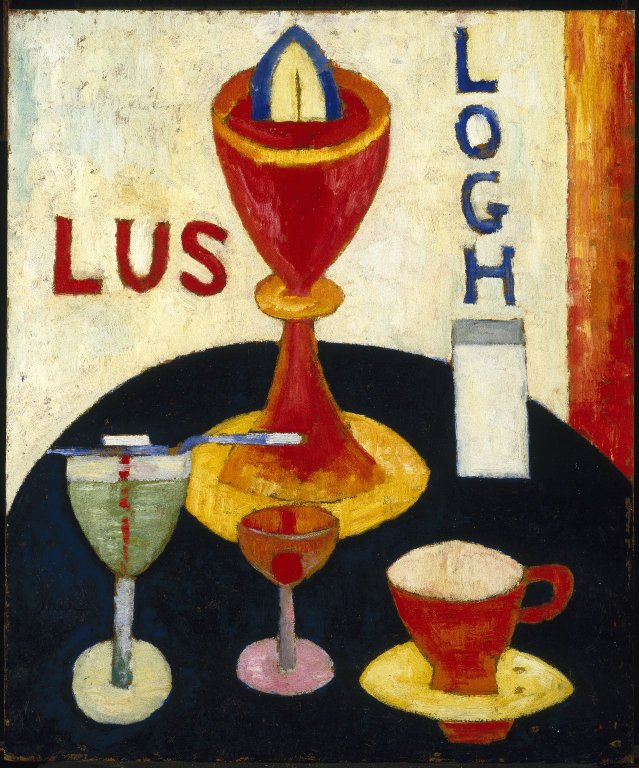
Handsome Drinks, 1916, Brooklyn Museum
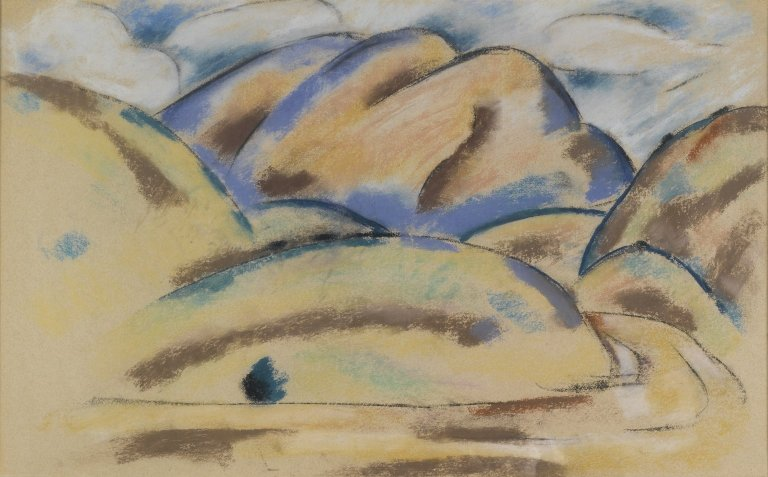
Landscape, New Mexico, 1916–20, Brooklyn Museum